# Безос, Джефф
Дже́ффри Престон Бе́зос (англ. Jeffrey Preston Bezos, фамилия при рождении — Йо́ргенсен (англ. Jorgensen); род. 12 января 1964[…], Альбукерке, Берналийо, Нью-Мексико, США) — американский предприниматель, основатель интернет-компании Amazon, создатель и владелец аэрокосмической компании Blue Origin, владелец издательского дома The Washington Post.
В 2017 году стал богатейшим человеком мира по версии Forbes, обладая состоянием в 90,5 млрд $. В конце января 2022 года состояние Безоса оценивалось уже в 302 млрд $, что сделало его третьим человеком в современной истории, чьё состояние превысило 300 млрд $.
В январе 2022 года уступил третью позицию в рейтинге богатейших людей мира CEO Tesla и основателю SpaceX Илону Маску. По данным Forbes на июль 2024 года состояние Безоса оценивалось в 216,5 млрд $.

## Биография
Джеффри Престон Йоргенсен родился 12 января 1964 года в Альбукерке (штат Нью-Мексико), его родители — Жаклин Безос (в девичестве — Гиз) и Теодор Йоргенсен (отец имеет датские корни). При его рождении матери было 17 лет, отцу — 19. Спустя несколько лет родители Джеффри Престона развелись; в апреле 1968 года его мать вышла замуж за кубинского эмигранта Мигеля «Майка» Безоса-младшего, усыновившего четырёхлетнего мальчика и давшего ему свою фамилию.
Дед Джеффа по матери — Лоуренс Престон Гиз, в прошлом — региональный директор Комиссии по атомной энергии США в Альбукерке. Бабушка по матери — Мэтти Луиз Гиз (в девичестве Стрейт); по этой линии Безос является родственником исполнителя кантри Джорджа Стрейта.
Джефф с отличием окончил Принстонский университет в 1986 году со степенями по электроинженерии и компьютерным наукам. До начала 1994 года работал по специальности на Уолл-стрит на различных должностях. Занимался разработкой сети для международной торговли. Позднее он занял должность вице-президента в компании D. E. Shaw & Co, из которой ушёл летом 1994 года.
В конце 1994 года, в ходе путешествия через страну из Нью-Йорка в Сиэтл, Безос основал интернет-магазин Amazon.com, первоначальные инвестиции в который составили 300 тыс. долларов. Сайт был запущен 16 июля 1995 года, хотя на тот момент он не был до конца закончен: к примеру, на нём можно было заказать отрицательное количество книг. Безос мотивировал это необходимостью опередить конкурентов. Компания начиналась как книжный онлайн-магазин и расширилась до продажи большого ассортимента продуктов и сервисов, включая видео- и аудиотрансляции. В 1997 году компания вышла на IPO. В 1999 году американский журнал Time назвал Безоса человеком года.
Безос расширил сферу своих бизнес-интересов в 2000 году, основав аэрокосмическую компанию Blue Origin. Blue Origin начала тестовые полёты в космос в 2015 году и на тот момент планировала начать коммерческие суборбитальные полёты с людьми в конце 2018-го. В 2013 году за 250 млн долларов предприниматель купил американский издательский дом The Washington Post. Безос управляет другими бизнес-инвестициями через свой венчурный фонд Bezos Expeditions.
24 ноября 2017 года стал самым богатым человеком в мире с состоянием 100,3 млрд $. На 10 января 2018 года его состояние достигло 106 млрд $.
К июню 2018 года состояние Безоса возросло до 139,6 млрд $ — он занял первую строчку в рейтинге Bloomberg Billionaires Index. По версии Forbes, в рейтинге самых влиятельных людей мира 2018 года Безос оказался на 5-й строчке.
16 июля 2018 года Безос возглавил список богатейших людей мира, по версии агентства Bloomberg, с состоянием в 150 млрд долларов США.
Снялся в одной из сцен фильма «Стартрек: Бесконечность» в роли инопланетянина.
В июне 2021 года Безос сообщил в своём Instagram’е, что 20 июля 2021 года вместе со своим братом совершит суборбитальный полет на космическом корабле компании Blue Origin. После этого на сайте change.org появилось несколько петиций с призывом не пускать его обратно на Землю.
5 июля 2021 года Джефф Безос покинул должность главы Amazon.
20 июля 2021 года вместе с братом Марком, 82-летним профессиональным авиатором Уолли Фанк и 18-летним сыном нидерландского бизнесмена Оливером Даменом Безос вернулся из космоса. Вместе они совершили свой первый космический полет на борту корабля New Shepard, созданного его компанией Blue Origin.
В сентябре 2021 года Безос стал соучредителем Altos Labs вместе с миллиардером Юрием Мильнером. Altos Labs — биотехнологическая исследовательская компания, основной целью которой заявлена разработка терапии продления жизни, которая может остановить или обратить вспять процесс старения человека. Для этого будут разработаны специализированные клеточные терапии на основе индуцированных плюрипотентных стволовых клеток. В январе 2022 стало известно, что в компанию на старте вложили 3 млрд долларов.

## Личная жизнь
Во время работы в D. E. Shaw & Co Безос просил друзей обеспечить ему поток кандидаток (women flow по аналогии с deal flow в инвестициях) для свиданий, чтобы найти подходящую кандидатуру для отношений. По его словам, он искал «находчивую» женщину, которая в случае чего «сможет выручить его из тюрьмы страны третьего мира». Такой поиск не увенчался успехом, однако затем он влюбился в Маккензи Таттл. Маккензи в 1992 году получила степень бакалавра в Принстонском университете и там же была ассистентом у американской писательницы Тони Моррисон. В хедж-фонд она устроилась на должность административного помощника, чтобы оплачивать счета, пока работала над своими романами. По её воспоминаниям, она влюбилась в голос Безоса, который заразительно смеялся в соседнем кабинете. В 1993 году, через три месяца отношений, пара поженилась в Уэст-Палм-Бич, и в том же году Маккензи Таттл выпустила свою первую книгу.
В 1994 году пара, оставив престижную работу в Нью-Йорке, перебралась в Сиэтлл, чтобы основать Amazon.com. Безос неоднократно подчёркивал, что именно жена, ставшая первым бухгалтером его стартапа и даже доставлявшая заказы, давала ему ресурс для работы и называл её «правой рукой». В 1999 году Маккензи впервые забеременела. Супруги стали родителями трёх сыновей и удочерили девочку из Китая.
В сентябре 2018 года Безосы отпраздновали в Майями 25 лет совместной жизни, а уже 9 января 2019 объявили о разводе, опубликовав об этом твит и пообещав остаться друзьями. Вскоре таблоид National Enquirer сообщил, что 55-летний Безос встречается с 49-летней бывшей телеведущей Лорен Санчес. В начале июля 2019 суд утвердил бракоразводное соглашение. Маккензи Скотт, взявшая после развода фамилию деда, не стала претендовать на долю в газете The Washington Post и космической компании Blue Origin. Она получила 4 % из принадлежавших Безосу 16 % акций Amazon и позволила бывшему мужу голосовать по её пакету. Этот пакет акций на тот момент оценивался в $39 млрд, что позволило Скотт занять 22-е место в списке богатейших людей мира по версии Bloomberg и стать третьей среди богатейших женщин мира.
Роскошная свадьба Джеффа Безоса и Лорен Санчес, на которую пригласили около 250 гостей, прошла в Венеции 26-28 июня 2025 года.

## Состояние
| Состояние Джеффа Безоса                                                        |        |           |      |        |           |
| Год                                                                            | Млрд $ | Изменение | Год  | Млрд $ | Изменение |
| 1999                                                                           | 10.1   | ▬ 0,0 %   | 2009 | 6.8    | ▼ 17,1 %  |
| 2000                                                                           | 6.1    | ▼ 40,5 %  | 2010 | 12.6   | ▲ 85,3 %  |
| 2001                                                                           | 2.0    | ▼ 66,6 %  | 2011 | 18.1   | ▲ 43,7 %  |
| 2002                                                                           | 1.5    | ▼ 25,0 %  | 2012 | 23.2   | ▲ 28,2 %  |
| 2003                                                                           | 2.5    | ▲ 66,6 %  | 2013 | 28.9   | ▲ 24,5 %  |
| 2004                                                                           | 5.1    | ▲ 104 %   | 2014 | 30.5   | ▲ 5,5 %   |
| 2005                                                                           | 4.1    | ▼ 19,6 %  | 2015 | 50.3   | ▲ 60,9 %  |
| 2006                                                                           | 4.3    | ▲ 5,1 %   | 2016 | 45.2   | ▼ 10,1 %  |
| 2007                                                                           | 8.7    | ▲ 102,3 % | 2017 | 72.8   | ▲ 61,6 %  |
| 2008                                                                           | 8.2    | ▼ 5,7 %   | 2018 | 112.0  | ▲ 53,8 %  |
| По данным Forbes World's Billionaires Estimates и Bloomberg Billionaires Index |        |           |      |        |           |

Джефф Безос впервые попал в рейтинг миллиардеров Форбс в 1999 году с капиталом 10,1 миллиарда долларов. В течение десяти лет его состояние не превышало этой отметки, но в 2010 году начался устойчивый рост, который в 2018 году поднял его на первую строчку рейтинга Форбс с капиталом 112 млрд долл.
Капитал Джеффа Безоса в основном состоит из акций его компании Amazon. Согласно официальному биржевому листингу, по состоянию на 1 декабря 2020 года ему принадлежали 53 474 763 акции компании, то есть около 10 % от общего их пакета.
В 2022 году СМИ опубликовали первые фотографии яхты под кодовым названием Y721, которую строят для Безоса на верфях Oceanco в Нидерландах. 127-метровое судно станет самой большой парусной яхтой в мире, отобрав этот титул у Sea Cloud. Стоимость проекта оценивают в сумму около $0,5 млрд. Специально для проводки яхты придётся разобрать мост De Hef в Роттердаме, который был на реставрации с 2014 по 2017 год; только эта работа обойдется в $20 млн.

## Благотворительность
На протяжении долгого времени Джеффа Безоса критиковали за отсутствие интереса к классической филантропии. Сам он ещё в 2010 году говорил, что «во многих случаях коммерческие модели более успешны в улучшении мира, чем чисто филантропические». На фоне стремительного роста состояния Безос оставался достаточно «скупым» — к середине 2017 года за всё время он и его семья пожертвовали на благотворительность около 100 млн долларов. В 2011 году персонально Безос пожертвовал 10 млн Музею истории и промышленности в Сиэтле, в 2015 году 15 млн от супругов Безосов ушли Принстону, их alma mater. Также суммарно 65 млн были пожертвованы Онкологическому исследовательскому центру Фреда Хатчинсона в Сиэтле через Bezos Family Foundation — фонд, которым руководит мать Джеффа. Наконец, в 2017 году Безос пожертвовал 1 млн Комитету репортёров за свободу прессы.
В июне 2017 года Безос опубликовал в своём Твиттере сообщение, что ищет идеи для благотворительности:
Я думаю о стратегии филантропии, которая противоположна тому, как я в основном провожу свое время — работаю на долгосрочную перспективу. В случае филантропии я обнаружил, что меня тянет на другой конец спектра — прямо сейчас.Оригинальный текст (англ.)I'm thinking about a philanthropy strategy that is the opposite of how I mostly spend my time — working on the long term. For philanthropy, I find I'm drawn to the other end of the spectrum: the right now.
Издание New York Times оценивало этот шаг Безоса как позитивный, но в то же самое время скорее вынужденный из-за нарастающей критики. К 2018 году, когда Безос стал самым богатым человеком в мире, он оставался единственным из пятёрки богатейших, кто не подписал «Клятву дарения» — обещание отдать не менее половины состояния на благотворительность.
17 февраля 2020 года Безос объявил о создании благотворительного экологического фонда Bezos Earth Fund, через который до 2030 года вложит 10 млрд долларов в проекты активистов, учёных и НКО, нацеленные на смягчение изменения климата. В ноябре фонд назвал 16 организаций, которые первыми получат финансирование. Из 791 млн долларов первого транша по 100 млн получили пять НКО: Environmental Defense Fund, Natural Resources Defense Council, The Nature Conservancy, World Resources Institute и Всемирный фонд дикой природы. Вторую группу с грантами от 10 до 50 млн составили ClimateWorks Foundation, Climate and Clean Energy Equity Fund, The Solutions Project, Hive Fund for Climate and Gender Justice, Salk Institute for Biological Studies, Union of Concerned Scientists, Rocky Mountain Institute, Dream Corps, Eden Reforestation Projects и NDN Collective.
Я хочу принимать участие как в поддержке усилий по известным направлениям, так и в поиске новых путей борьбы с разрушительным воздействием изменения климатаОригинальный текст (англ.)I want to work alongside others both to amplify known ways and to explore new ways of fighting the devastating impact of climate change.
В сентябре 2021 года фонд сообщил о выделении 203,7 млн долларов организациям, занимающимся вопросами климатической справедливости. И чуть позже в том же месяце объявил о выделении миллиарда долларов на природоохранные программы в регионах бассейна реки Конго в Центральной Африке, тропической зоны северных Анд в Латинской Америке и Тихого океана. В ноябре в своём выступлении на Конференции ООН по изменению климата Безос пообещал пожертвовать 2 миллиарда долларов на трансформацию продовольственных систем и охрану природы.
В апреле 2020 года, в начале пандемии COVID-19, Безос пожертвовал 100 млн долларов организации Feeding America на формирование банков продовольствия.
Летом 2021 года Безос пожертвовал по 100 миллионов долларов двум социальным предпринимателям. Грант получит шеф-повар Хосе Андрес — основатель организации World Central Kitchen. Компания занимается организацией питания для людей, которые пострадали от природных катаклизмов. Ещё один грант получил политический эксперт CNN Вэн Джонс. Его организации занимаются правами заключенных.
В июле 2021 Безос объявил о пожертвовании Смитсоновскому институту 200 млн долларов: 70 млн пойдут на обновление Национального музея воздухоплавания и астронавтики в Вашингтоне, 130 млн — на строительство STEAM-ориентированного Bezos Learning Center в Национальной аллее в центре Вашингтона. Так как это стало крупнейшим пожертвованием в истории Смитсоновского института, Центр будет носить имя Безоса как минимум ближайшие 50 лет, и Институт не имеет права отозвать его имя даже по возможным обстоятельствам морали. В ноябре 2021 года Безос передал 100 млн долларов благотворительной организации бывшего президента США Барака Обамы Obama Foundation, при этом попросив в обмен присвоить площади на территории строящегося Президентского центра Барака Обамы в Чикаго имени борца за гражданские права Джона Льюиса.

## Фильмы про Джеффа Безоса
- Безос. Человек, создавший Amazon (Bezos), 2023 год.